# Resolutie 1316 Veiligheidsraad Verenigde Naties
Resolutie 1316 van de Veiligheidsraad van de Verenigde Naties werd unaniem door de
VN-Veiligheidsraad aangenomen op 23 augustus 2000.

## Achtergrond
In 1994 braken in de Democratische Republiek Congo etnische onlusten uit die onder meer
werden veroorzaakt door de vluchtelingenstroom uit de buurlanden Rwanda en Burundi.
In 1997 beëindigden rebellen de lange dictatuur van Mobutu en werd
Kabila de nieuwe president.
In 1998 escaleerde de burgeroorlog toen andere rebellen Kabila probeerden te verjagen. Zij zagen zich
gesteund door Rwanda en Oeganda.
Toen hij in 2001 omkwam bij een mislukte staatsgreep werd hij opgevolgd door zijn zoon.
Onder buitenlandse druk werd afgesproken verkiezingen te houden die plaatsvonden in 2006 en gewonnen
werden door Kabila.
Intussen zijn nog steeds rebellen actief in het oosten van Congo en blijft de situatie er gespannen.

## Inhoud

### Waarnemingen
Door gebrek aan veiligheid en medewerking kon de MONUC-vredesmissie niet volledig ingezet worden in de
Democratische Republiek Congo. Congo en de andere partijen werden opgeroepen de hindernissen op te heffen.

### Handelingen
De Veiligheidsraad verlengde MONUC's mandaat tot 15 oktober. Dat moest extra tijd geven aan de
diplomatieke inspanningen ter ondersteuning van het staakt-het-vurenakkoord.
De secretaris-generaal werd gevraagd daar tegen
21 september over te rapporteren.

## Verwante resoluties
- Resolutie 1291 Veiligheidsraad Verenigde Naties
- Resolutie 1304 Veiligheidsraad Verenigde Naties
- Resolutie 1323 Veiligheidsraad Verenigde Naties
- Resolutie 1332 Veiligheidsraad Verenigde Naties

Lijst ·  1285 ·  1286 ·  1287 ·  1288 ·  1289 ·  1290 ·  1291 ·  1292 ·  1293 ·  1294 ·  1295 ·  1296 ·  1297 ·  1298 ·  1299 ·  1300 ·  1301 ·  1302 ·  1303 ·  1304 ·  1305 ·  1306 ·  1307 ·  1308 ·  1309 ·  1310 ·  1311 ·  1312 ·  1313 ·  1314 ·  1315 ·  1316 ·  1317 ·  1318 ·  1319 ·  1320 ·  1321 ·  1322 ·  1323 ·  1324 ·  1325 ·  1326 ·  1327 ·  1328 ·  1329 ·  1330 ·  1331 ·  1332 ·  1333 ·  1334